# Scuola di polizia 5 - Destinazione Miami
Scuola di polizia 5 - Destinazione Miami (Police Academy 5: Assignment: Miami Beach) è un film del 1988 diretto da Alan Myerson.
In questo film c’è la seconda ed ultima apparizione di Casa, come recluta (che però ha avuto un ruolo importante nel cartone animato, come agente, con il nome originale House).

## Trama
Il capitano Harris, introdottosi nell'ufficio del commissario Hurst, scopre che il comandante Lassard sarebbe dovuto andare in pensione un anno prima: così fa recapitare le informazioni alle autorità per prenderne il posto e diventare comandante. Proctor, il suo fido subalterno, è d'accordo con lui in quanto, nel caso in cui il suo capo fosse promosso a comandante, diverrebbe capitano. Il comandante Lassard, intanto, riceve un premio: la squadra si trasferirà a Miami per assistere alla sua premiazione, prima che il comandante vada in pensione. Il commissario Hurst, parlando con Harris, gli fa notare che, per quanto quest'ultimo appaia ampiamente qualificato per essere il comandante della scuola di polizia, non gode di alcun rispetto da parte dei suoi subalterni, mentre Lassard è molto amato. Perciò, per raggiungere il loro scopo, Harris e Proctor progettano una serie di azioni che consentano loro di far colpo sul commissario Hurst, su Billy, il sindaco di Miami e sul capo della polizia. Tali azioni, tuttavia, saranno destinate come sempre a fallire. Per prima cosa Harris e Proctor non raggiungono Miami insieme alla squadra di Lassard, che ha prenotato un volo in classe turistica, ma pensano di prenotarne uno nella sezione speciale "VIP". Proctor, per sbaglio, telefona all'ufficio di Lassard e Jones, che risponde all'altro capo del telefono, si spaccia per un impiegato dell'aeroporto e gli fa credere di assecondare alla sua richiesta. All'aeroporto, Harris e Proctor scoprono che la sezione speciale "VIP" non esiste e che, a loro nome, è stato prenotato un volo in un aereo che trasporta animali.
Intanto, Lassard riabbraccia suo nipote Nick, protagonista di un arresto all'aeroporto, il quale si unisce subito alla squadra dello zio. Fa conoscenza con Harris, ma viene maltrattato, respinto e apostrofato dal burbero capitano perché reo di fargli ombra sulla spiaggia.
Alcuni delinquenti scambiano la loro borsa con quella di Lassard: il comandante scopre di non avere le sue cose nella valigia e trova invece dei gioielli. I malviventi tentano di tutto per riprendersi la borsa, e finiscono col rapirlo. Harris, tentando di salvare Lassard, finisce con l'essere preso a sua volta in ostaggio: la squadra insegue l'elicottero dei malviventi fino al loro covo. Tuttavia, mentre Lassard, con incredibile astuzia riesce a picchiare ed arrestare l'uomo che lo tiene in ostaggio, Harris e Proctor, ancora una volta, si rendono protagonisti di un intervento maldestro e scriteriato. Harris cade dal panfilo e viene preso di mira da un alligatore. A salvarlo è Hightower, il quale viene poi promosso a tenente. Harris, anche se con molta poca convinzione, premia colui che gli ha salvato la vita e, con questo gesto, crede di essersi guadagnato la promozione a comandante. Con gran sorpresa di tutti ed estrema delusione di Harris e Proctor, Lassard viene confermato comandante dandogli la possibilità di andare in pensione quando lo vorrà.

## Seguito
- Scuola di polizia (Police Academy) (1984)
- Scuola di polizia 2 - Prima missione (Police Academy 2: Their First Assignment) (1985)
- Scuola di polizia 3 - Tutto da rifare (Police Academy 3: Back in Training) (1986)
- Scuola di polizia 4 - Cittadini in... guardia (Police Academy 4: Citizens on Patrol) (1987)
- Scuola di polizia 6 - La città è assediata (Police Academy 6: City Under Siege) (1989)
- Scuola di polizia - Missione a Mosca (Police Academy 7: Mission to Moscow) (1994)